# Trochomorpha conoides
Trochomorpha conoides е вид коремоного от семейство Trochomorphidae.

## Разпространение
Видът е разпространен в Микронезия.